# تجمع احملاح (جيشان)

تعديل مصدري - تعديل

تجمع احملاح هي إحدى قرى عزلة جيشان بمديرية جيشان التابعة لمحافظة أبين، بلغ تعداد سكانها 108 نسمة حسب تعداد اليمن لعام 2004.